# Calchín
Calchín é um município da província de Córdova, na Argentina.